# Andrena gasparella
Andrena gasparella là một loài Hymenoptera trong họ Andrenidae. Loài này được Patiny mô tả khoa học năm 1998.